# 通化県
通化県（つうか-けん）は中華人民共和国吉林省通化市に位置する県。県人民政府の所在地は快大茂鎮。

## 歴史
1887年（光緒3年）、清朝により設置された。1960年に通化市に編入されたが、1961年に再設置され現在に至る。

## 行政区画
2街道、10鎮、3郷、2民族郷を管轄：
- 街道弁事処：茂山街道、東安街道
- 鎮：快大茂鎮、二密鎮、果松鎮、石湖鎮、大安鎮、光華鎮、興林鎮、英額布鎮、三棵楡樹鎮、西江鎮
- 郷：富江郷、四棚郷、東来郷
- 民族郷：大泉源満族朝鮮族郷、金斗朝鮮族満族郷

## 交通

### 鉄道
- 中国国家鉄路集団
  - 通灌線（中国語版）
    - 通化県駅

  - 梅集線

### 道路
- 高速道路
  -  鶴大高速道路
  -  集双高速道路（中国語版）
  -  通南高速道路（中国語版）
- 国道
  -  G201国道
  -  G230国道
  -  G303国道